# Tilachlidium subulatum
Tilachlidium subulatum är en svampart som beskrevs av A.L. Sm. 1909. Tilachlidium subulatum ingår i släktet Tilachlidium, ordningen köttkärnsvampar, klassen Sordariomycetes, divisionen sporsäcksvampar och riket svampar.   Inga underarter finns listade i Catalogue of Life.